# Evripidis Bakirtzis
Evripidis Bakirtzis, grški general, * 1895, † 1947.